# Monnerie-le-Montel
Monnerie-le-Montel – miejscowość i gmina we Francji, w regionie Owernia-Rodan-Alpy, w departamencie Puy-de-Dôme.
Według danych na rok 1990 gminę zamieszkiwały 2594 osoby, a gęstość zaludnienia wynosiła 558 osób/km² (wśród 1310 gmin Owernii Monnerie-le-Montel plasuje się na 82. miejscu pod względem liczby ludności, natomiast pod względem powierzchni na miejscu 993.).